# فرخ (خواننده)
فرخ ترک‌زاده (زادهٔ ۱۳۳۲) که با نام هنری فرخ شناخته می‌شود، خواننده، ترانه‌سرا و آهنگساز موسیقی پاپ ایرانی مقیم لس‌آنجلس است.

## زندگی‌نامه
فرخ در سال ۱۳۳۲ در آبادان متولد شد. وی در دوران کودکی به خاطر کار پدرش و تحصیل همراه با خانواده به اهواز نقل مکان کردند. وی دوره جوانی را در اهواز گذراند و برای ادامه تحصیلات مجبور به مهاجرت به آمریکا شد. تحصیلات او در رشته مهندسی راه و ساختمان است.
فرخ ترک‌زاده در زمانهٔ مد شدن خوانندگی در آمریکا، اولین آلبوم خود را در سال ۱۳۶۶ منتشر کرد و بعد از انتشار هفت آلبوم در دهه شصت و هفتاد، حدود ده سال سکوت کرد و درنهایت با انتشار دو آلبوم در دهه هشتاد، به تدریج از موسیقی کناره گرفت.
فرخ در اواسط دههٔ شصت، با ترانهٔ «آسمان‌ها» وارد دنیای حرفه‌ای موسیقی شد. وی در طول فعالیت هنری خود با هنرمندانی همچون ژاکلین، سیاوش قمیشی، فرید زلاند، صادق نوجوکی، بابک رادمنش، جهانبخش پازوکی و ... همکاری داشته‌است.

## ترانه‌شناسی
- کوچ ۱۳۶۶
- برگ گل ۱۳۶۷
- گیس گلابتون ۱۳۶۸
- اهواز ۱۳۷۰
- گلی جون ۱۳۷۴
- نون قندی ۱۳۷۶
- سربلند ۱۳۸۸
- زندگی زیباست ۱۳۸۹

## آلبوم‌ها

### کوچ (۱۹۸۷/۱۳۶۶)
| نام ترانه   | ترانه‌سرا          | آهنگساز     | تنظیم          |
| ----------- | ----------------- | ----------- | -------------- |
| پرنده       | هومن              | سیاوش قمیشی | آرمن آهارونیان |
| آسمان‌ها     | فرخ               | سورن        | آرمن آهارونیان |
| پرواز       | همایون هوشیارنژاد | سیاوش قمیشی | آرمن آهارونیان |
| خانه به دوش | فرخ               | فرخ         | آرمن آهارونیان |
| خونه        | همایون هوشیارنژاد | فرخ         | آرمن آهارونیان |
| فصل نوبهار  | همایون هوشیارنژاد | فرخ         | آرمن آهارونیان |

### برگ گل (۱۹۸۸/۱۳۶۷)
| نام ترانه  | ترانه‌سرا     | آهنگساز     | تنظیم          |
| ---------- | ------------ | ----------- | -------------- |
| چلچراغ     | هدی کردباغ   | سیاوش قمیشی | آرمن آهارونیان |
| خواب طلایی | مسعود فردمنش | فرید زلاند  | آرمن آهارونیان |
| تکرار من   | هدی کردباغ   | سیاوش قمیشی | آرمن آهارونیان |
| برگ گل     | هما میرافشار | فرید زلاند  | زاره کشیشیان   |
| پدر        | هما میرافشار | فرید زلاند  | فرید زلاند     |
| بخند       | هما میرافشار | فرخ         | آرمن آهارونیان |

### گیس گلابتون (۱۹۸۹/۱۳۶۸)
| نام ترانه      | ترانه‌سرا         | آهنگساز        | تنظیم          |
| -------------- | ---------------- | -------------- | -------------- |
| الفبای عشق     | جهانبخش پازوکی   | جهانبخش پازوکی | منوچهر چشم‌آذر  |
| میخونه         | لیلا کسری (هدیه) | آندرانیک       | آندرانیک       |
| قشنگه          | ژاکلین           | ژاکلین         | بیژن قادری     |
| گیس گلابتون    | اردلان سرفراز    | فرخ            | کاظم عالمی     |
| منو نشکن       | جهانبخش پازوکی   | جهانبخش پازوکی | منوچهر چشم‌آذر  |
| آبادان         | اردلان سرفراز    | فرخ            | کاظم عالمی     |
| مسافر شهر بهشت | ژاکلین           | ژاکلین         | بیژن قادری     |
| چشم کهربایی    | هدی کردباغ       | فرید زلاند     | آرمن آهارونیان |

### اهواز (۱۹۹۱/۱۳۷۰)
| نام ترانه      | ترانه‌سرا       | آهنگساز        | تنظیم          |
| -------------- | -------------- | -------------- | -------------- |
| اهواز          | جهانبخش پازوکی | جهانبخش پازوکی | نوید نحوی      |
| غلام           | جهانبخش پازوکی | جهانبخش پازوکی | منوچهر چشم‌آذر  |
| هدیهٔ عشق       | جهانبخش پازوکی | جهانبخش پازوکی | نوید نحوی      |
| شکارچی         | ژاکلین         | ژاکلین         | نوید نحوی      |
| خواب           | اردلان سرفراز  | فرخ            | نوید نحوی      |
| تنهایی         | هدی کردباغ     | فرخ            | بیژن قادری     |
| دستم بگیر      | مسعود فردمنش   | فرخ            | آرمن آهارونیان |
| منم خدایی دارم | مسعود فردمنش   | فرخ            | نوید نحوی      |

### گلی جون (۱۹۹۵/۱۳۷۴)
| نام ترانه   | ترانه‌سرا        | آهنگساز         | تنظیم              |
| ----------- | --------------- | --------------- | ------------------ |
| گلی جون     | علیرضا میبدی    | مهرداد آسمانی   | مهداد زند کریمی    |
| دخت بندر    | مهداد زند کریمی | مهداد زند کریمی | مهداد زند کریمی    |
| حالیته      | مهدی سپهر       | مهدی سپهر       | مهداد زند کریمی    |
| دختر ایرونی | مهداد زند کریمی | مهداد زند کریمی | مهداد زند کریمی    |
| زنگ مدرسه   | علیرضا میبدی    | مهرداد آسمانی   | منوچهر چشم‌آذر      |
| اسم تو      | اردلان سرفراز   | فرید زلاند      | فرید زلاند و آرمیک |
| سکهٔ بهاری   | علیرضا میبدی    | مهرداد آسمانی   | منوچهر چشم‌آذر      |
| عاشقی       | هدی کردباغ      | فرخ             | نوید نحوی          |

### نون قندی (۱۹۹۶/۱۳۷۵)
| نام ترانه    | ترانه‌سرا          | آهنگساز       | تنظیم         |
| ------------ | ----------------- | ------------- | ------------- |
| بهار خانوم   | علیرضا میبدی      | مهرداد آسمانی | شوبرت آواکیان |
| خیلی کوچیکشم | علیرضا میبدی      | مهرداد آسمانی | شوبرت آواکیان |
| نسیم خانوم   | علیرضا میبدی      | فرخ           | شوبرت آواکیان |
| طلا          | مینا جلالی        | صادق نوجوکی   | صادق نوجوکی   |
| نون قندی     | علیرضا میبدی      | مهرداد آسمانی | منوچهر چشم‌آذر |
| فرشته        | علیرضا میبدی      | فرخ           | شوبرت آواکیان |
| دل بیچاره    | مینا جلالی        | صادق نوجوکی   | صادق نوجوکی   |
| عروسی        | همایون هوشیارنژاد | فرخ           | نوید نحوی     |

### سربلند (۲۰۰۹/۱۳۸۸)
| نام ترانه         | ترانه‌سرا     | آهنگساز    | تنظیم      |
| ----------------- | ------------ | ---------- | ---------- |
| دایی احمد         | سعید محمدی   | سعید محمدی | بیژن قادری |
| پرنده             | فرخ          | فرخ        | بیژن قادری |
| قبله‌گاه سحر       | هدی کردباغ   | فرخ        | بیژن قادری |
| عاشقی (گل‌های عشق) | سعید محمدی   | سعید محمدی | بیژن قادری |
| مهتاب خانوم       | سعید محمدی   | سعید محمدی | بیژن قادری |
| سربلند            | پرویز خطیبی  | بیژن قادری | بیژن قادری |
| دل پاره پاره      | ژاکلین       | ژاکلین     | بیژن قادری |
| شقایق             | هدی کردباغ   | فرخ        | بیژن قادری |
| حلقهٔ عشق          | یلدا هاشم‌پور | فرخ        | بیژن قادری |

### زندگی زیباست (۲۰۱۱/۱۳۸۹)
| نام ترانه     | ترانه‌سرا     | آهنگساز     | تنظیم           |
| ------------- | ------------ | ----------- | --------------- |
| زندگی زیباست  | سعید محمدی   | سعید محمدی  | شاهین یوسف‌زمانی |
| بیراهه        | سعید محمدی   | سعید محمدی  | خشایار استوار   |
| همسایه‌ها      | علیرضا میبدی | سعید محمدی  | شاهین یوسف‌زمانی |
| آره والا      | سعید محمدی   | سعید محمدی  | شاهین یوسف‌زمانی |
| مهتاب         | سعید محمدی   | سعید محمدی  | خشایار استوار   |
| اون روزا      | سعید محمدی   | سعید محمدی  | شاهین یوسف‌زمانی |
| چهارشنبه سوری | سعید محمدی   | سعید محمدی  | خشایار استوار   |
| نگین          | سعید محمدی   | سعید محمدی  | شاهین یوسف‌زمانی |
| دختران دلتنگ  | علیرضا میبدی | فرخ         | شاهین یوسف‌زمانی |
| کمک           | بابک رادمنش  | بابک رادمنش | شاهین یوسف‌زمانی |

## تک‌آهنگ‌ها
- محبوب خیالی
- دنیا
- قصهٔ نسل من
- قدردانی
- تمام شب نمیخوابم
- ایرانی ایرانی بمان